# Mazerolles (Pirenéus Atlânticos)
Mazerolles é uma comuna francesa na região administrativa da Nova Aquitânia, no departamento dos Pirenéus Atlânticos. Estende-se por uma área de 11,71 km². Em 2010 a comuna tinha 1 139 habitantes (densidade: 97,3 hab./km²).